# Johannes III. (Papst)
Johannes III. (* in Rom; † 574) war vom 17. Juli 561 bis zum 7. Juli (nach anderer Quelle 13. Juli) 574 Bischof von Rom.

## Herkunft, Autor
Er war ein Römer mit dem Nachnamen Catelinus. Er war ein Sohn des wohlhabenden Anastasius, der den Titel illustris trug. Ansonsten ist über die Zeit vor seiner Erhebung zum Bischof von Rom nichts bekannt.
Als sein Amtsvorgänger Pelagius I. noch Diakon war, verfasste er eine zehn Bücher umfassende Sammlung von Heiligenviten, bekannt als Vitae Patrum. Dabei ging ihm ein Subdiakon namens Johannes zur Hand, der allerdings nicht sicher mit dem späteren gleichnamigen römischen Bischof gleichgesetzt werden kann. Ein weiterer gleichnamiger Kirchenmann, ein Diakon, der in Rom nach 554 nachweisbar ist, war Verfasser einer Expositio in Heptateuchum, einer Collectanea in IV Evangelia und von Commentarii in epistulas sancti Pauli. Aber auch hier lässt sich nicht mit Gewissheit sagen, ob es sich um den späteren Bischof von Rom handelte.

## Amtszeit
Nach seiner Wahl musste Johannes III. etwa vier Monate auf die Bestätigung durch den Kaiser in Konstantinopel warten. Die Abfolge der Ereignisse ist aber auch hier unsicher. Die anonyme Vita des Johannes bietet nur knappe Fakten, meidet zugleich Hinweise auf den Kaiser. Nur die Gegenwart des Feldherrn Narses in Italien wird erwähnt.
Die gesamte Halbinsel hatte unter den Gotenkriegen seit 535 gelitten und befand sich in einem desolaten Zustand, Franken und Alamannen drangen zudem nach Italien zum Plündern vor. Darüber hinaus lassen sich Anzeichen erkennen, dass zwischen Narses und Johannes mal eine gegenseitige Unterstützung bestand, mal Gegnerschaft bis zur Feindseligkeit.
In Rom pflegte Johannes den Kult der Märtyrer und er ließ die Friedhöfe wiederherstellen. Johannes scheint sogar in der Nähe der Katakomben an der Via Appia residiert und dort Bischöfe konsekriert zu haben. Auch widmete er sich dem Abschluss der Arbeiten an der Basilica dei Apostoli, die wohl von Julius I. begonnen und von Pelagius I. vollendet worden war.
Im März 562 machte Johannes den Abt von Saint-Médard in Soissons zum Primas der Klöster Galliens. Im Jahr 563 räumte er dem Subdiakon Marcellus und seinen Nachkommen das Vorrecht der Beerdigung in der Petersbasilika ein. Wohl 567 versuchte er Narses davon zu überzeugen, sich dem neuen Kaiser Justin II. weiterhin zu unterstellen, wozu er ihn in Neapel aufsuchte. Doch die Gegnerschaft verschärfte sich noch. Vielleicht überredete Narses die Langobarden, nach Italien zu kommen. Von diesem Ereignis findet sich allerdings nichts in den Schriften des Johannes; Paulus Diaconus der Verfasser der Historia Langobardorum, und damit der wichtigsten Quelle zu dieser Epoche, irrt sich allerdings, wenn er meint, der Einzug der Langobarden habe erst zur Zeit Benedikts I. stattgefunden.
In Rom weihte Johannes am 22. September 570 Petrus, den Bischof von Ravenna.
Dank Gregor von Tours ist die Nachricht von einem Brief aus dem Jahr 570 oder 571 überliefert, in dem sich Johannes III. an König Gunthram von Burgund wendet. Darin befiehlt („iubere“) er geradezu dem König, Bistümer und Würden an Salonius von Embrun und Sagittarius von Gap zurückzuerstatten. Diese waren allem Anschein nach wegen unwürdigen Verhaltens aus ihren Ämtern entfernt worden.
Nach dem Tod des Narses gingen die Langobarden endgültig zur Eroberung der Halbinsel über. Es ist nicht bekannt, wie sich Johannes angesichts dieser erheblichen Veränderungen verhielt. Nur die Tatsache, dass er eine gewisse Eintracht (concordia) mit den Kirchen Africas erreichte, ebenso wie mit der Mehrheit der Bischöfe Oberitaliens, ist erkennbar. Das Verhältnis zu Aquileia, als führende Kraft im Dreikapitelstreit blieb jedoch gespannt.
Johannes starb an einem Julitag des Jahres 573 oder 574 und wurde in der Peterskirche beerdigt. Sein Nachfolger wurde Benedikt I.